# DMAC2
DMAC2 (англ. Distal membrane arm assembly complex 2) – білок, який кодується однойменним геном, розташованим у людей на короткому плечі 19-ї хромосоми. Довжина поліпептидного ланцюга білка становить 257 амінокислот, а молекулярна маса — 29 267.
| 10         |  | 20         |  | 30         |  | 40         |  | 50         |
| ---------- |  | ---------- |  | ---------- |  | ---------- |  | ---------- |
| MAAPWASLRL |  | VAPMWNGRIR |  | GIHRLGAAVA |  | PEGNQKKKRT |  | ILQFLTNYFY |
| DVEALRDYLL |  | QREMYKVHEK |  | NRSYTWLEKQ |  | HGPYGAGAFF |  | ILKQGGAVKF |
| RDKEWIRPDK |  | YGHFSQEFWN |  | FCEVPVEAVD |  | AGDCDINYEG |  | LDNLLRLKEL |
| QSLSLQRCCH |  | VDDWCLSRLY |  | PLADSLQELS |  | LAGCPRISER |  | GLACLHHLQN |
| LRRLDISDLP |  | AVSNPGLTQI |  | LVEEMLPNCE |  | VVGVDWAEGL |  | KSGPEEQPRD |
| TASPVPA    |  |            |  |            |  |            |  |            |

A: Аланін

C: Цистеїн

D: Аспарагінова кислота

E: Глутамінова кислота

F: Фенілаланін

G: Гліцин

H: Гістидин

I: Ізолейцин

K: Лізин

L: Лейцин

M: Метіонін

N: Аспарагін

P: Пролін

Q: Глутамін

R: Аргінін

S: Серин

T: Треонін

V: Валін

W: Триптофан

Кодований геном білок за функцією належить до фосфопротеїнів. 
Задіяний у такому біологічному процесі, як альтернативний сплайсинг. 
Локалізований у мітохондрії.